# Попелястий оливник
Попелястий оли́вник (Hemixos) — рід горобцеподібних птахів родини бюльбюлевих (Pycnonotidae). Представники цього роду мешкають в Гімалаях і Південно-Східній Азії.

## Види
Виділяють чотири види:
- Бюльбюль смугастий (Hemixos leucogrammicus)
- Оливник попелястий (Hemixos flavala)
- Оливник сірий (Hemixos cinereus)
- Оливник каштановий (Hemixos castanonotus)

## Етимологія
Наукова назва роду Hemixos походить від сполучення слова дав.-гр. ἡμι — половина і наукової назви роду Оливник (Ixos, Temminck, 1825).